# István Szabó (canoísta)
István Szabó (Budapeste, 15 de junho de 1950) é um ex-canoísta húngaro especialista em provas de velocidade.

## Carreira
Foi vencedor da medalha de prata em K-2 1000 m em Moscovo 1980, junto com o seu colega de equipa István Joós.
Foi vencedor da medalha de bronze em K-2 1000 m em Montreal 1976, junto com o seu colega de equipa Zoltán Bakó.